# NGC 4498
NGC 4498 este o intermediate spiral galaxy⁠(d) situată în constelația Părul Berenicei. A fost descoperită în 1784 de către William Herschel. Se află la o distanță de 14 megaparseci de Pământ.